# Юсупов Джалал Іскандерович
Джалал Іскандерович Юсу́пов (нар. 26 жовтня 1924, Полторацьк — пом. 1 січня 1975) — український радянський художник декоративно-ужиткового мистецтва та інженер-конструктор; заслужений майстер народної творчості УРСР з 1964 року.

## З біографії
Народився 26 жовтня 1924 року в місті Полторацьку (тепер Ашгабат, Туркменістан). З 1958 року керував художньо-творчою майстернею в Севастополі.
Помер 1 січня 1975 року. Похований в Севастополі на клажовищі «Кальфа».

## Твори
Мініатюрні моделі кораблів із слонової кістки, рубіна, гірського кришталю, золота (моделі крейсерів «Свердлов», «Ворошилов»).